# Savoyai Lujza, Franciaország régense
Savoyai Lujza (olaszul: Luisa di Savoia, franciául: Louise de Savoie; 1476. szeptember 11. – 1531. szeptember 22.), a Savoyai-házból származó hercegnő, II. Savoyai Fülöp herceg és Marguerite de Bourbon leánya, aki Charles d’Angoulême gróffal (V. Károly francia király dédunokájával) kötött házassága révén Angoulême grófnéja. Gyermekei között van a későbbi I. Ferenc francia király, aki uralkodása alatt Lujza kétszer is a Francia Királyság régenseként szolgált.

## Élete

### Származása
Édesapja II. Fülöp savoyai herceg (1438–1497) volt, I. Lajos savoyai herceg (1412–1465) és Lusignan Anna ciprusi királyi hercegnő (1418–1462) fia.
Édesanyja Bourbon Margit (1438–1483) francia királyi hercegnő volt, II. Fülöp első felesége, I. Károlynak, Bourbon hercegének (1401–1456) és Burgundiai Ágnesnek (1407–1476) leánya.
Lujza szüleinek első gyermekeként született. Egyetlen édestestvére (öccse) érte meg a felnőttkort:
- Filibert (1480–1504), II. (Szép) Filibert néven 1497–1504 között Savoya uralkodó hercege, aki 1496-ban unokanővérét, a gyermekkorú Savoyai Jolánta hercegnőt, majd 1501-ben Habsburg Margit főhercegnőt, I. Miksa német-római császár leányát vette feleségül.

Lujza hercegnő féltestvérei apjának második házasságából, melyet 1485-ben kötött Claudine de Brosse grófnővel (1450–1513), II. Jean de Brosse-nak, Penthièvre grófjának és Nicole de Châtillon-Blois-nak leányával:
- Károly (1486–1553), III. (Jó) Károly néven 1504–1553 között Savoya uralkodó hercege, aki Beatrix portugál infánsnőt, I. Mánuel portugál király leányát vette feleségül.
- Lajos (1488–1502), Ágoston-rendi szerzetes, a Nagy Szent Bernát-hágói ispotály prépostja,
- Fülöp (1490–1533), a suze-i Szent Jusztin (Saint-Juste) kolostor apátja, Genf grófja, Faucigny bárója, Nemours hercege,
- Absalom (Assolone) (*/† 1495), születésekor meghalt,
- János Amadé (Jean-Amédée) (*/† 1495), születésekor meghalt,
- Filiberta (1498–1524), aki 1515-ben (II.) Giuliano de’ Medicinek, Nemours hercegének (1479–1516) felesége lett.

### Házassága
Lujza 1488. február 16-án feleségül ment I. Károly angoulême-i grófhoz (1459–1496). Házasságukból két gyermek született:
- Margit (1492. április 11. – 1549. december 21.), akinek első férje IV. Károly alençoni herceg (1489–1525) volt, gyermekei nem születtek, második férje II. Henrik navarrai király (1503–1555) volt, akitől 4 gyermeke született, köztük III. Johanna navarrai királynő (1527–1572),
- Ferenc (1494. szeptember 12. – 1547. március 31.), 1515-től I. Ferenc néven Franciaország királya.

### A politikusasszony

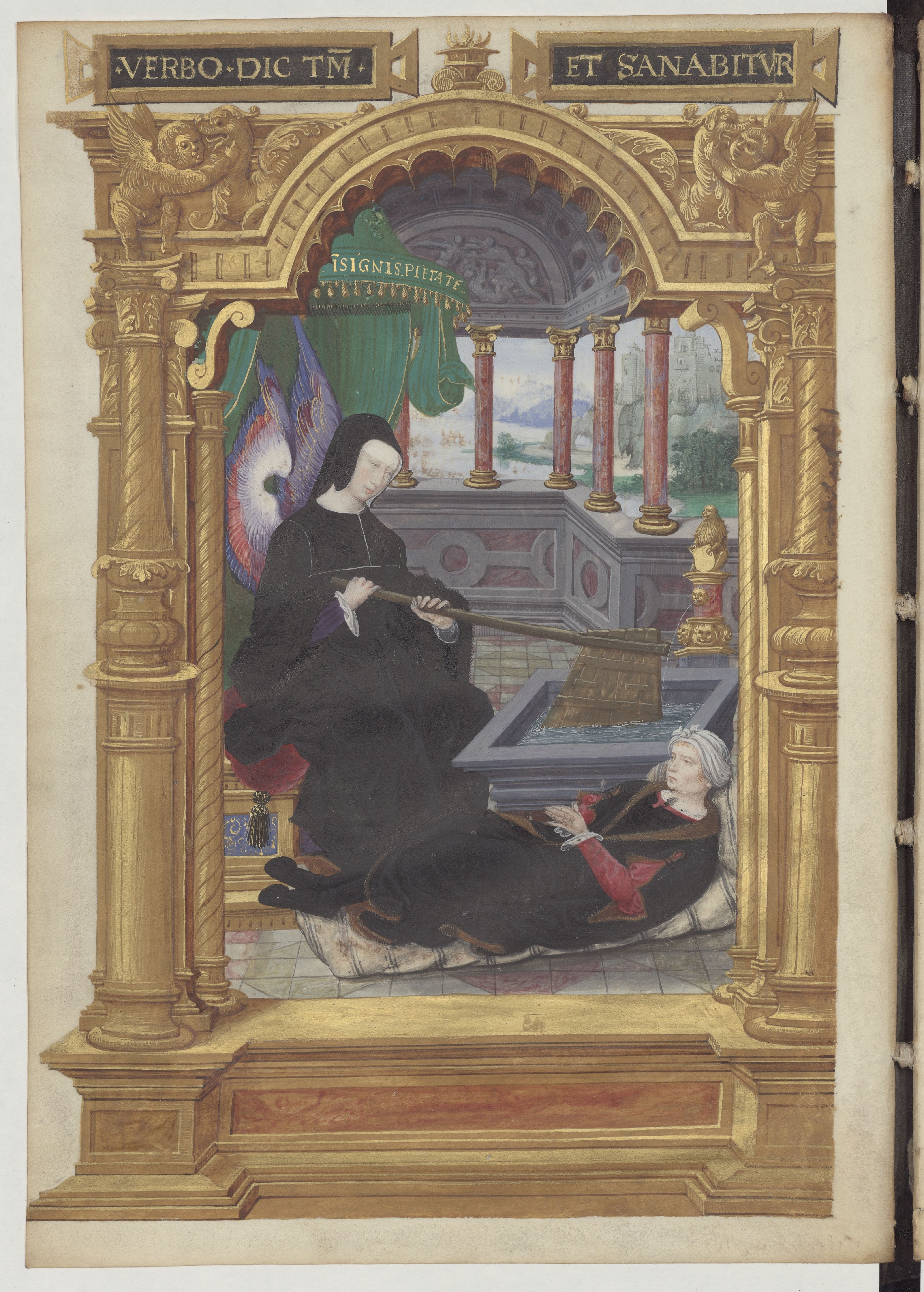
„Lujza hercegné az ország kormányrúdjánál”, allegórikus festmény 1525-ből. Lábánál Nagy Szulejmán szultán alakja.

Ferenc uralkodása idején Lujza, élete végéig, fiának szilárd támasza maradt. Ferenc király 1525 februárjában a páviai csatában, a „lovagkor utolsó csatájában” spanyol fogságba esett. A fogoly I. Ferenc 1526. január 14-én megkötötte V. Károly német-római császárral, spanyol királlyal a madridi békét, amely lezárta az itáliai háborúk 1521–26 közötti szakaszát, az ún. „négyéves háborút”. Kiszabadulása után I. Ferenc semmissé nyilvánította a madridi béke feltételeit, és újabb katonai szövetséget, a cognaci ligát kovácsolta a császár ellen.
Ezután Lujza hercegné, aki fiának hadba vonulása óta Franciaország régense volt, keresztény európai uralkodóktól mindaddig példátlan módon – szövetséget kötött a törökökkel, akiktől kieszközölte, hogy V. Károly választott német-római császár hatalmának gyengítése érdekében támadják meg Magyarországot. Ez meg is történt, következménye a mohácsi vész lett. A cognaci liga háborúja volt az első azon háborúk sorában, ahol az Oszmán Birodalom Franciaország szövetségében harcolt a Habsburg Birodalom ellen.
1529. augusztus 22-én ő kötötte meg a cambrai-i békét (az ún. „hölgyek békéjét”) V. Károly német-római császár nagynénjével, Ausztriai Margit főhercegnővel (1480–1530), aki Lujza sógornője volt, öccsének, II. Filibert savoyai hercegnek volt az özvegye.
Lujza ezután visszavonult, majd 1531. szeptember 22-én halt meg pestisben. Fia, Ferenc király a Saint-Denis-székesegyházban temettette el.